# Bassania
Bassania is een geslacht van vlinders van de familie spanners (Geometridae), uit de onderfamilie Ennominae.

## Soorten
- B. acuminata Dognin, 1924
- B. amethystata Walker, 1860
- B. annulifera Warren, 1907
- B. crocallinaria Oberthür, 1883
- B. extremata Warren, 1906
- B. foingi Dognin, 1897
- B. fortis Warren, 1904
- B. frontina Prout
- B. goleta Dognin, 1893
- B. hilaris Dognin, 1913
- B. jocosa Schaus, 1923
- B. olivacea Warren, 1907
- B. schreiteri Schaus, 1923
- B. triangularis Prout
- B. umbrimargo Dyar, 1910